# Берешть (Бороая, Сучава)
Берешть, Берешті (рум. Bărăști) — село у повіті Сучава в Румунії. Входить до складу комуни Бороая.
Село розташоване на відстані 325 км на північ від Бухареста, 32 км на південь від Сучави, 96 км на захід від Ясс.

## Населення
За даними перепису населення 2002 року у селі проживала 941 особа, з них 940 осіб (99,9%) румунів. Рідною мовою 940 осіб (99,9%) назвали румунську.